# Haltepunkt Prakwice
Der Haltepunkt Prakwice (deutsch Prökelwitz) war ein Haltepunkt an der Bahnstrecke Małdyty–Malbork (Maldeuten–Marienburg) in Ostpreußen. Er besaß während der Zeit des Deutschen Kaiserreiches ein Empfangsgebäude, das als „Kaiserpavillon“ bezeichnet wurde.

## Geschichte
Ursprünglich wurde der „Kaiserpavillon“ in Prökelwitz (polnisch Prakwice) im Zusammenhang mit der Jagdleidenschaft des deutschen Kaisers Wilhelm II. an der am 1. September 1893 eröffneten Bahnstrecke zwischen Maldeuten und Marienburg gebaut. Bereits 1884 war Prinz Wilhelm von Preußen zum ersten Mal zur Jagd in die Gegend gekommen. Ein Jahr später war er zu Gast bei der Familie zu Dohna-Schlobitten auf Gut Prökelwitz. Richard Wilhelm Ludwig Fürst zu Dohna-Schlobitten blieb bis 1906 Gastgeber des Kaisers, der alle Jahre zu seinen Jagden sowie 1910 zu Manövern in die Region kam.
Der Bau dieses Fürstenbahnhofs in Prökelwitz war mit der Verlegung der Sommerresidenz des Kaisers nach Cadinen bei Elbing verbunden. Von dort fuhr der Kaiser mit dem Zug nach Prökelwitz. Das zwischen 1893 und 1898 errichtete Haus erinnert in seiner Architektur mehr an einen Parkpavillon als an einen Bahnhof und wurde daher „Kaiserpavillon“ genannt. Das Holzgebäude besitzt ein Satteldach und ist mit Ziegeln gedeckt. Ursprünglich hatte es die Form ähnlich einem Hufeisen. Die Enden waren der Zufahrtsstraße zum Bahnhof in Form von vorstehenden Flügeln zugewandt, der im Osten ist etwas breiter und besitzt ein großes, dreiteiliges Fenster. Auf dem westlichen Dach befindet sich ein Turm mit polygonalem Dach, der von einer zwiebelförmigen Zinnkuppel gekrönt ist. Auf dem Turm stand ein Mast, an dem vermutlich bei den Besuchen Wilhelms II. die kaiserliche Flagge gehisst wurde.
Von der Bahnsteigseite betrachtet – von Norden – war unter dem Turm ein Erker mit einem dreifachen Fenster. Anfangs gab es eine lange, überdachte Veranda, die von dekorativen, durchbrochenen Holzsäulen getragen wurde. In späterer Zeit (vermutlich um 1910) wurde diese Veranda zugebaut und auf diese Weise ein zusätzlicher Flügel geschaffen. Die Fronten am Ende des Daches wurden mit Fenstern, die eine Nachahmung neugotischer Architektur waren, abgeschlossen.
Wilhelm II. war ein Liebhaber des altnordischen Stils, das Jagdschloss Rominten wurde ebenfalls in diesem Stil gebaut. Die dekorativen Elemente der Holzschnitzereien werden mit der Wikingerkultur in Verbindung gebracht, so etwa am Dachstuhl mit stilisierten Drachenköpfen. Die hölzernen Dachkonsolen, die die Dachtraufe stützten, enden als geschnitzter Dreizack. Die Veranda an der Seite der Gleise und der Ostflügel erhielten eindrucksvolle Spitzbogenfenster, Dekorationselemente ragten in Form von Widderhörnern oder Tierköpfen darüber hinaus.
Nach dem Ende der Monarchie wurde der Haltepunkt Prökelwitz als Personenhalt 1918 aufgelöst und der „Kaiserpavillon“ nach Bauditten umgesetzt, wo er seither steht. Das hölzerne Bauwerk wurde komplett ab- und am heutigen Standort etwa 1925 wieder aufgebaut. Prökelwitz wurde in der Zwischenkriegszeit zu einem Kreuzungsbahnhof und einer Verladestation ausgebaut, die nur betrieblichen Zwecken ohne Personenverkehr diente.

## Nach dem Zweiten Weltkrieg
Ab 1948 war der Haltepunkt mit dem Namen Prokłowice im Kursbuch der polnischen Staatsbahn PKP verzeichnet, bis 1949 war er aber ohne Verkehr, weil der Abschnitt Myślice–Dzierzgoń Most noch nicht wiedereröffnet war, 1949 wurde er in Prokwice umbenannt, 1950 in Richtung Dzierzgoń verlegt und 1951 in Prakwice umbenannt.  Der Personenverkehr wurde am 30. September 1999 eingestellt. Der Abbau der Strecke erfolgte im ersten Halbjahr 2008.